# Persondatorn (datortidning)
Persondatorn var en datortidning som gavs ut av förlaget Nova media under 1984. Tidningen ersatte Min hemdatortidning.